# Copa Chile 1998
Copa Chile 1998 var 1998 års säsong av Copa Chile och hette officiellt Copa/Torneo Apertura. Copa Chile 1998 bestod av 16 lag från den högsta divisionen som delades in i fyra grupper om fyra lag. Vinnaren av varje grupp gick vidare till semifinal. Till slut stod Universidad de Chile som vinnare.

## Gruppspel

### Grupp 1
| Plac. | Lag                | S | V | O | F | GM | IM | MSK | Poäng |
| ----- | ------------------ | - | - | - | - | -- | -- | --- | ----- |
| 1     | Deportes La Serena | 6 | 3 | 1 | 2 | 9  | 7  | +2  | 10    |
| 2     | Coquimbo Unido     | 6 | 3 | 0 | 3 | 8  | 10 | -2  | 9     |
| 3     | Cobreloa           | 6 | 2 | 2 | 2 | 15 | 11 | +4  | 8     |
| 4     | Deportes Iquique   | 6 | 2 | 1 | 3 | 7  | 11 | -4  | 7     |

### Grupp 2
| Plac. | Lag                  | S | V | O | F | GM | IM | MSK | Poäng |
| ----- | -------------------- | - | - | - | - | -- | -- | --- | ----- |
| 1     | Universidad de Chile | 6 | 4 | 1 | 1 | 9  | 3  | +6  | 13    |
| 2     | Rangers              | 6 | 3 | 1 | 2 | 8  | 7  | +1  | 10    |
| 3     | Colo-Colo            | 6 | 2 | 0 | 4 | 3  | 6  | -3  | 6     |
| 4     | Santiago Wanderers   | 6 | 1 | 2 | 3 | 6  | 10 | -4  | 5     |

### Grupp 3
| Plac. | Lag                  | S | V | O | F | GM | IM | MSK | Poäng |
| ----- | -------------------- | - | - | - | - | -- | -- | --- | ----- |
| 1     | Audax Italiano       | 6 | 4 | 1 | 1 | 13 | 6  | +7  | 13    |
| 2     | Universidad Católica | 6 | 2 | 2 | 2 | 12 | 10 | +2  | 8     |
| 3     | Deportes Concepción  | 6 | 2 | 1 | 3 | 8  | 10 | -2  | 7     |
| 4     | Palestino            | 6 | 1 | 2 | 3 | 9  | 16 | -7  | 5     |

### Grupp 4
| Plac. | Lag                   | S | V | O | F | GM | IM | MSK | Poäng |
| ----- | --------------------- | - | - | - | - | -- | -- | --- | ----- |
| 1     | Deportes Temuco       | 6 | 3 | 2 | 1 | 8  | 7  | +1  | 11    |
| 2     | Deportes Puerto Montt | 6 | 3 | 1 | 2 | 9  | 6  | +3  | 10    |
| 3     | Huachipato            | 6 | 2 | 1 | 3 | 7  | 8  | -1  | 7     |
| 4     | Provincial Osorno     | 6 | 2 | 0 | 4 | 5  | 8  | -3  | 6     |